# Паскаль (одиниця)
Паска́ль (Па, Pa) — одиниця вимірювання тиску в системі SI. Цю одиницю також використовують для вимірювання механічного напруження, границі міцності на розрив та різноманітних модулів пружності, наприклад модуля Юнга.
Один паскаль дорівнює тиску, спричиненого силою в один ньютон, яка рівномірно розподілена по нормальній до неї поверхні площею в один квадратний метр.
1 Па ≡ 1 Н/м² ≡ 1 Дж/м³ ≡ 1 кг/(м·с²) = 0,1 кгс/м² ; 1 МПа = 1 Н/мм².
Для орієнтації: звичайний атмосферний тиск дорівнює приблизно 105 паскалів, або, звичніше, 1000 гектопаскалів. Гектопаскаль, гПа, що дорівнює 100 Па, традиційно використовують для вимірювання атмосферного тиску.
Деципаскаль (дПа) — одиниця виміру тиску, механічного напруження та модуля Юнга (модуля пружності) у Міжнародній системі одиниць (СІ), частинна по відношенню до паскаля.
Декапаскаль (даПа) — одиниця виміру тиску, механічного напруження та модуля Юнга (модуля пружності) у Міжнародній системі одиниць (СІ), кратна паскалю.
1 декапаскаль [даПа] = 100 деципаскаль [дПа]
Одиниця названа на честь французького фізика Блеза Паскаля.